# Zimowe Igrzyska Olimpijskie 1980
XIII Zimowe Igrzyska Olimpijskie odbyły się ponownie w amerykańskiej miejscowości Lake Placid w 1980 roku. Startowało 1072 zawodników (233 kobiety) z 37 państw. Po raz pierwszy startowały reprezentacje Chin i Kostaryki. Uroczystego otwarcia dokonał wiceprezydent USA Walter Mondale.

## Dyscypliny olimpijskie
- biathlon (debiut sprintu)
- bobsleje
- hokej na lodzie
- łyżwiarstwo
  - łyżwiarstwo szybkie
  - łyżwiarstwo figurowe
- narciarstwo
  - narciarstwo alpejskie
  - narciarstwo klasyczne
    - biegi narciarskie
    - skoki narciarskie
    - kombinacja norweska
- saneczkarstwo

## Państwa uczestniczące
W igrzyskach wzięli udział sportowcy z 37 państw. Delegacja Tajwanu, nie uzyskawszy zgody na start pod nazwą Republika Chińska, zbojkotowała zawody.
| - Andora - Argentyna - Australia - Austria - Belgia - Boliwia - Bułgaria - Chińska Republika Ludowa - Cypr - Czechosłowacja - Finlandia - Francja - Grecja |  | - Hiszpania - Holandia - Islandia - Japonia - Jugosławia - Kanada - Korea Południowa - Kostaryka - Liban - Liechtenstein - Mongolia - Norwegia |  | - Nowa Zelandia - Niemiecka Republika Demokratyczna - Polska - Republika Federalna Niemiec - Rumunia - Stany Zjednoczone - Szwajcaria - Szwecja - Węgry - Wielka Brytania - Włochy - Związek Radziecki |

Na igrzyskach w Lake Placid zadebiutowały reprezentacje Chińskiej Republiki Ludowej i Kostaryki.

## Wyniki
| - biathlon - biegi narciarskie - bobsleje - hokej na lodzie - kombinacja norweska |  | - łyżwiarstwo figurowe - łyżwiarstwo szybkie - narciarstwo alpejskie - skoki narciarskie - saneczkarstwo |

## Klasyfikacja medalowa
| Zimowe Igrzyska Olimpijskie 1980 klasyfikacja medalowa |                   |       |         |         |       |
| lp.                                                    | Kraj              | Złoty | Srebrny | Brązowy | Razem |
| 1                                                      | ZSRR              | 10    | 6       | 6       | 22    |
| 2                                                      | NRD               | 9     | 7       | 7       | 23    |
| 3                                                      | Stany Zjednoczone | 6     | 4       | 2       | 12    |
| 4                                                      | Austria           | 3     | 2       | 2       | 7     |
| 5                                                      | Szwecja           | 3     | 0       | 1       | 4     |
| 6                                                      | Liechtenstein     | 2     | 2       | 0       | 4     |
| 7                                                      | Finlandia         | 1     | 5       | 3       | 9     |
| 8                                                      | Norwegia          | 1     | 3       | 6       | 10    |
| 9                                                      | Holandia          | 1     | 2       | 1       | 4     |
| 10                                                     | Szwajcaria        | 1     | 1       | 3       | 5     |

## Osiągnięcia Reprezentacji Polski
| Osiągnięcia Reprezentacji Polski | Osiągnięcia Reprezentacji Polski | Osiągnięcia Reprezentacji Polski | Osiągnięcia Reprezentacji Polski | Osiągnięcia Reprezentacji Polski |
| dyscyplina                       | konkurencja                      | reprezentant                     | miejsce                          |                                  |
| -------------------------------- | -------------------------------- | -------------------------------- | -------------------------------- | -------------------------------- |
| łyżwiarstwo szybkie              | 3000 m                           | Erwina Ryś-Ferens                | 5.                               |                                  |
| biegi narciarskie                | 30 km                            | Józef Łuszczek                   | 5.                               |                                  |
| biegi narciarskie                | 15 km                            | Józef Łuszczek                   | 6.                               |                                  |
| hokej na lodzie                  |                                  | Reprezentacja narodowa           | 7.                               |                                  |
| łyżwiarstwo szybkie              | 500 m                            | Jan Józwik                       | 9.                               |                                  |
| skoki narciarskie                | K70                              | Stanisław Bobak                  | 10.                              |                                  |
| kombinacja norweska              |                                  | Jan Legierski                    | 10.                              |                                  |